# Adam Sosnowski (polityk)
Adam Michał Sosnowski (ur. 7 czerwca 1947 w Cisowniku) – polski polityk, samorządowiec, poseł na Sejm IV kadencji.

## Życiorys
Ukończył w 1972 studia na Wydziale Maszyn Górniczych i Hutniczych Akademii Górniczo-Hutniczej w Krakowie. Od 1968 do rozwiązania należał do Polskiej Zjednoczonej Partii Robotniczej (był I sekretarzem komitetu zakładowego partii). Od 1981 do 1996 był dyrektorem fabryki farb w Końskich (po przekształceniu w spółkę z o.o. objął stanowisko prezesa tej spółki).
W latach 90. był wiceprzewodniczącym rady wojewódzkiej Socjaldemokracji Rzeczypospolitej Polskiej. W latach 1996–1998 pełnił funkcję wicewojewody kieleckiego. Od 1998 do 2001 był starostą powiatu koneckiego. Sprawował mandat posła na Sejm IV kadencji z okręgu kieleckiego, wybranego z ramienia Sojuszu Lewicy Demokratycznej. Pracował w Komisji do Spraw Kontroli Państwowej oraz w Komisji Gospodarki. W 2005 nie został ponownie wybrany.
W 1997 otrzymał Krzyż Kawalerski Orderu Odrodzenia Polski.